# Rammstein
Rammstein je njemački industrial metal-sastav osnovan 1994. godine. Njihov glazbeni stil, koji oni zovu Neue Deutsche Härte, spaja elemente metala, industrijal rocka i elektroničke glazbe. Uglavnom pjevaju na njemačkom jeziku. Do 2009. prodali su preko 16 milijuna ploča. 
Sastav je dobio ime po katastrofi letačke predstave iz 1988. Njihova prva pjesma "Rammstein" govori o toj tragediji. Dodatno "m" u imenu Rammstein omogućava prijevod na engleski kao "ramming stone (stein)" ili na hrvatski udarajući kamen.

## Povijest sastava
Rammsteinovu prvu postavu činili su Richard Kruspe, Till Lindemann, Christoph Schneider i Oliver Riedel. Sudjelovali su na natjecanju novih sastava te su pobijedili sa svojim demouratkom. Uskoro im se pridružuje Paul Landers na električnoj gitari i Christian "Flake" Lorenz na klavijaturama. 
Sastav je osnovan u siječnju 1994. a članovi sastava su do tada bili u drugim grupama. Landers i Lorenz došli su iz sastava Feeling B, Kruspe iz Orgasm Death Gimmick, Lindemann iz First Arsch, Riedel iz The Inchtabokatables a Schneider iz sastava Die Firma.
Rammstein 1995. godine potpisuje ugovor s diskografskom kućom Motor Music Records te objavljuje svoj prvi singl "Du riechst so gut" a nedugo zatim i svoj prvi studijski album Herzeleid. Album je imao veliki komercijalni uspjeh. Rammstein je krenuo na turneju zajedno sa sastavom Project Pitchfork a ubrzo nakon toga bili su i predgrupa sastavu Clawfinger. Vatra je bila sastavni dio njihovih scenskih nastupa što je postalo vrlo popularno kod publike. U početku su sami pravili specijalne efekte no nakon jedne nezgode na sceni počeli su zapošljavati profesionalce.
Rammstein je trenutno najveći njemački izvoznik glazbe te svi njihovi albumi postižu zlatne i platinaste naklade s preko 12 milijuna prodanih nosača zvuka. Objašnjenje njihove popularnosti leži u činjenici da je na glazbu sastava utjecala elektronička glazba te se stoga dopada i onima koji slušaju hard rock i elektroničku glazbu. Glavna inspiracija sastavu je elektronički sastav Depeche Mode; između ostalog, sastav je obradio i njihovu pjesmu "Stripped".

## Članovi
Sadašnja postava
- Till Lindemann – vokali
- Richard Kruspe – glavna gitara
- Paul Landers – ritam gitara
- Oliver Riedel – bas-gitara
- Christoph Schneider – bubnjevi
- Christian Lorenz – sintisajzer

## Diskografija

### Studijski albumi
- Herzeleid (1995.)
- Sehnsucht (1997.)
- Mutter (2001.)
- Reise, Reise (2004.)
- Rosenrot (2005.)
- Liebe ist für alle da (2009.)
- Rammstein (2019.)
- Zeit (2022.)

### DVD albumi
- Live aus Berlin (1999.)
- Lichtspielhaus (2003.)
- Völkerball (2006.)

### Singlovi
- "Du riechst so gut", 24. kolovoza 1995.
- "Seemann", 8. siječnja 1996.
- "Engel", 1. svibnja 1997.
- "Du hast", 18. srpnja 1997.
- "Das Modell", 23. studenog 1997.
- "Du riechst so gut ´98", 17. travnja 1998.
- "Stripped", 27. srpnja 1998.
- "Asche zu Asche", 15. siječnja 2001.
- "Sonne", 12. veljače 2001.
- "Links 2-3-4", 14. svibnja 2001.
- "Ich will", 10. rujna 2001.
- "Mutter", 25. ožujka 2002.
- "Feuer frei!", 14. listopada 2002.
- "Mein Teil", 26. srpnja 2004.
- "Amerika", 13. rujna 2004.
- "Ohne dich", 22. studenog 2004.
- "Keine Lust", 28. veljače 2005.
- "Benzin", 7. listopada 2005.
- "Rosenrot", 16. prosinca 2005.
- "Mann gegen Mann", 3. ožujka 2006.
- "Pussy", 18. rujna 2009.
- "Ich tu dir weh", 5. veljače 2010.
- "Haifisch", 23. travnja 2010.

## Vanjske poveznice
- Službena stranica (njem.)